# Joel Glazer
 (novembre 2008).
Si vous disposez d'ouvrages ou d'articles de référence ou si vous connaissez des sites web de qualité traitant du thème abordé ici, merci de compléter l'article en donnant les références utiles à sa vérifiabilité et en les liant à la section « Notes et références ».
Pour les articles homonymes, voir Glazer.
Joel Glazer est l'un des fils de Malcolm Glazer, le fondateur de la First Allied Corporation et propriétaire des équipes des Buccaneers de Tampa Bay en NFL ainsi que de l'équipe de football anglaise : Manchester United.
Il est diplômé de l'American University de Washington, DC. Il est le coprésident du club de Manchester United.